# 孫瑒
孫 瑒（そん よう、516年 - 587年）は、南朝梁から陳にかけての軍人。字は徳璉。本貫は呉郡呉県。

## 経歴
梁の中散大夫の孫循道の子として生まれた。梁の軽車臨川嗣王行参軍を初任とし、安西邵陵王水曹中兵参軍事に転じた。邵陵王蕭綸が郢州に駐屯すると、孫瑒は蕭綸に従って郢州に赴任した。侯景の乱が起こると、仮節・宣猛将軍・軍主となった。王僧弁が侯景を討つと、孫瑒は同門の王琳の推薦を受けて戎昭将軍・宜都郡太守に任じられ、王僧弁に従って武昌の徐文盛を救援した。郢州が陥落すると、孫瑒は巴陵に駐屯して、防備を固めた。まもなく侯景軍の侵攻により巴陵が包囲を受けたが、孫瑒は日夜抗戦につとめて、侯景軍を撤退させた。孫瑒は梁軍の東下に従い、姑孰での勝利に戦功を挙げた。員外散騎常侍の位を受け、富陽県侯に封じられた。まもなく仮節・雄信将軍・衡陽郡内史に任じられたが、赴任しないうちに衡州平南府司馬に転じた。黄洞蛮を撃破して戦功を挙げ、東莞郡太守に任じられ、広州刺史を代行した。まもなく智武将軍の号を受け、監湘州事をつとめた。紹泰元年（555年）、敬帝が即位すると、持節・仁威将軍・巴州刺史に任じられた。
永定元年（557年）に陳が建国され、翌年に王琳が梁の永嘉王蕭荘を郢州に擁立した。孫瑒は王琳に召されて太府卿となり、通直散騎常侍の位を受けた。王琳が陳を攻撃すると、孫瑒は使持節・散騎常侍・都督郢荊巴武湘五州諸軍事・安西将軍・郢州刺史として、郢州の留守を任された。天嘉元年（560年）、北周の史寧が4万の兵を率いて郢州を襲撃すると、助防の張世貴が郢州の外城で北周に寝返ったため、孫瑒は軍民の男女3000人あまりを失った。周軍は土山や高梯を築いて、日夜を問わず攻めたて、また風に乗じて火を放ち、内城の南面の50楼を焼いた。孫瑒の兵は1000人に満たなかったが、孫瑒が自ら酒食をふるまって、兵士の士気は高かった。周軍は郢州の攻略に苦しみ、孫瑒を柱国・郢州刺史に任じ、万戸郡公に封じて籠絡しようとした。孫瑒は偽ってこれを受け入れたふりをし、攻撃が緩んだ隙に城の防備を立て直した。陳軍が王琳を破り、勝利に乗じて進撃してくると、周軍は郢州の包囲を解いて退却した。孫瑒は陳に降り、使持節・散騎常侍・安南将軍・湘州刺史に任じられ、定襄県侯に封じられた。
天嘉2年（561年）、孫瑒は強く入朝を願い出て、召還されると、散騎常侍・中領軍に任じられた。任につかないうちに、文帝が「むかし朱買臣は本郡の太守の任を望んだというが、卿にはその意志があるか」と孫瑒に問い、孫瑒はこのため持節・安東将軍・呉郡太守に転じた。任期を終えると、召還されて散騎常侍・中護軍となった。留異が東陽で反乱を起こすと、孫瑒は水軍を率いて征討にあたった。天嘉4年（563年）、鎮右将軍の号を受けた。ほどなく使持節・安東将軍・建安郡太守として出向した。光大年間、公務の失敗により免官されたが、まもなく再起して通直散騎常侍となった。
太建4年（572年）3月、都督荊信二州諸軍事・安西将軍・荊州刺史に任じられ、公安に駐屯した。在職6年、事件に連座して免官され、また通直散騎常侍として再起した。太建10年（578年）3月、使持節・督縁江水陸諸軍事・鎮西将軍の位を受けた。10月、散騎常侍・都督荊郢巴武湘五州諸軍事・郢州刺史に任じられた。太建12年（580年）、国境を越えた交通の罪を問われてまた免官された。
太建14年（582年）、後主が即位すると、再び通直散騎常侍の位を受け、起部尚書を兼ねた。まもなく中護軍に任じられ、爵位を回復し、入朝して度支尚書となり、歩兵校尉を兼ねた。まもなく散騎常侍の位を加えられ、侍中・祠部尚書に転じた。後主はたびたび孫瑒の邸に幸し、詩賦を作ってその勲功をたたえた。五兵尚書となり、右軍将軍を兼ねた。老齢を理由に引退を願い出たが、許されなかった。
禎明元年（587年）、在官のまま死去した。享年は72。護軍将軍の位を追贈された。諡は桓子といった。

## 子女
孫瑒には21人の男子があった。
- 孫讓（早逝した）
- 孫訓（臨湘県令、直閤将軍・高唐郡太守、陳が滅ぶと隋に仕えた）

## 伝記資料
- 『陳書』巻25 列伝第19
- 『南史』巻67 列伝第57